# Jogos Asiáticos de 1974
Os Jogos Asiáticos de 1974 foram a sétima edição do evento multiesportivo realizado na Ásia a cada quatro anos. O evento foi realizado em Teerã, Irã.  Esta edição, que teve as entradas da esgrima, da ginástica e do basquete feminino no cronograma, apresentou um logotipo formado pelo tradicional emblema, como nas edições anteriores, sobre uma esfera tribal.

## Países participantes
Dezenove países participaram do evento:
| - Afeganistão - China - Coreia do Norte - Coreia do Sul - Filipinas - Índia - Indonésia - Israel - Japão - Kuwait | - Irão - Iraque - Malásia - Birmânia - Mongólia - Paquistão - Singapura - Sri Lanka - Tailândia |

## Esportes
Dezesseis modalidades, dos dezesseis esportes, formaram o programa dos Jogos:
| - Atletismo - Badminton - Basquetebol - Boxe - Ciclismo - Esgrima - Futebol - Ginástica | - Hóquei - Levantamento de peso - Lutas - Natação - Tênis - Tênis de mesa - Tiro - Voleibol |

## Quadro de medalhas
País sede destacado.
| Ordem | País            | Medalha de ouro | Medalha de prata | Medalha de bronze |     |
| ----- | --------------- | --------------- | ---------------- | ----------------- | --- |
| 1     | Japão           | 75              | 49               | 51                | 175 |
| 2     | Irã             | 36              | 28               | 17                | 81  |
| 3     | China           | 32              | 46               | 27                | 105 |
| 4     | Coreia do Sul   | 16              | 26               | 15                | 57  |
| 5     | Indonésia       | 15              | 14               | 17                | 46  |
| 6     | Israel          | 7               | 4                | 8                 | 19  |
| 7     | Índia           | 4               | 12               | 12                | 28  |
| 8     | Tailândia       | 4               | 2                | 8                 | 14  |
| 9     | Coreia do Norte | 3               | 4                | 4                 | 11  |
| 10    | Mongólia        | 2               | 5                | 8                 | 15  |
| 11    | Paquistão       | 2               |                  | 7                 | 9   |
| 12    | Sri Lanka       | 2               |                  |                   | 2   |
| 13    | Singapura       | 1               | 3                | 7                 | 11  |
| 14    | Iraque          | 1               |                  | 3                 | 4   |
| 15    | Filipinas       |                 | 2                | 11                | 13  |
| 16    | Malásia         |                 | 1                | 5                 | 6   |
| 17    | Myanmar         |                 | 1                | 2                 | 3   |
| 18    | Kuwait          |                 | 1                |                   | 1   |
| 19    | Afeganistão     |                 |                  | 1                 | 1   |
| TOTAL | TOTAL           | 200             | 198              | 203               | 601 |